# Praia do Japonês
Praia do Japonês é uma praia localizada no município de Camaçari, na Bahia, na localidade de Jauá. A região recebeu tal nome por conta de seu primeiro habitante, um japonês. A falta de pedras e ondas altas faz com que a prática do surf seja comum no local,